# مقياس تسارع

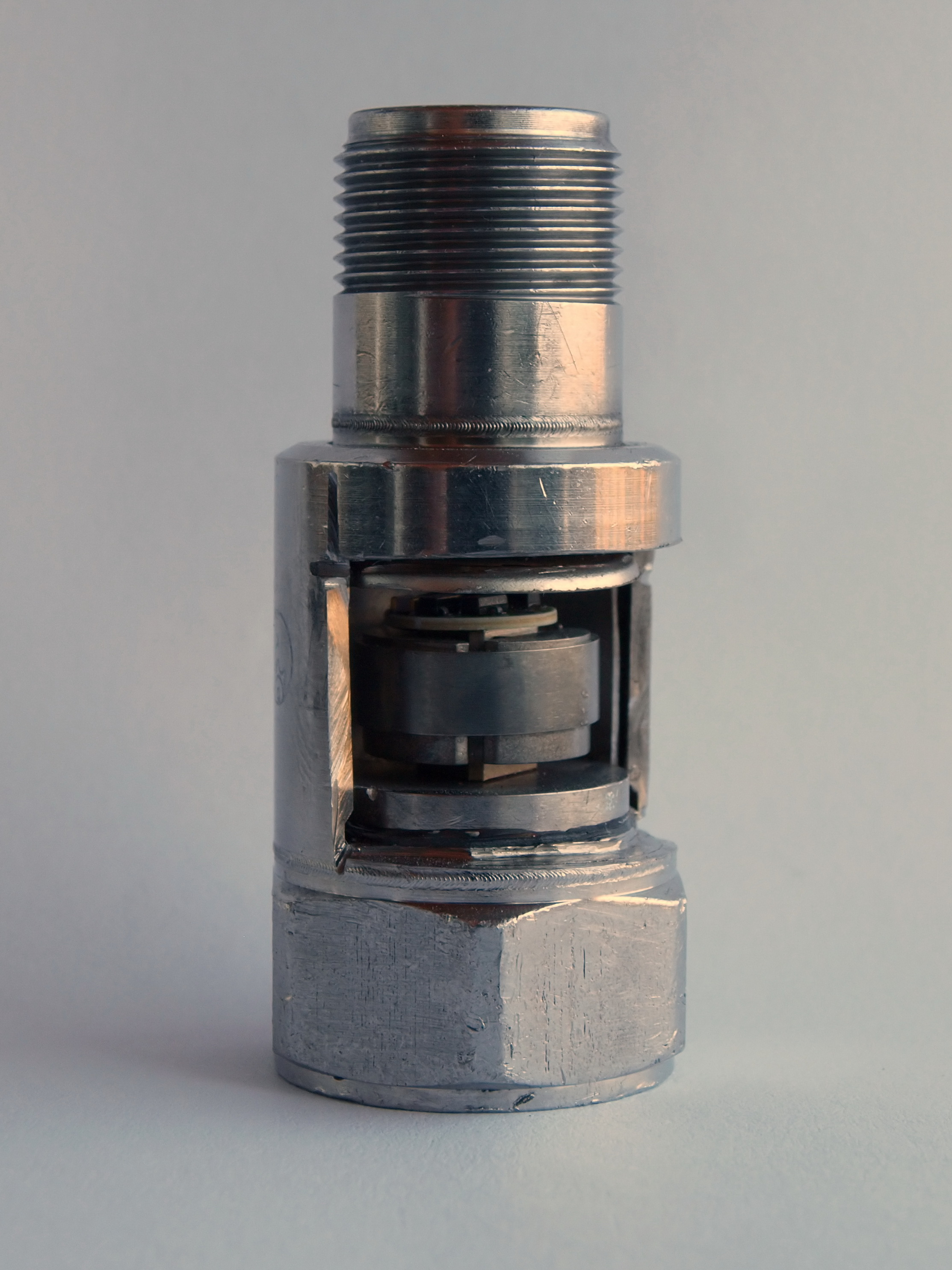

مقياس التسارع هو عداد لقياس التسارع نتيجة نسبية لتجربة السقوط الحر أثر الجاذبية.
والنماذح المتاحة بمحور واحد ومتعددة المحاور للكشف عن حجم واتجاه التسارع كقوة موجهة للكمية، ويمكن استخدامها للتوجيه المعني، والاهتزاز والصدمات. مقياس التسارع نظم كهروميكانيكية صغرى يتزايد في تواجده في الأجهزة الإلكترونية المحمولة، وأجهزة التحكم في لعب الفيديو.

## مبادئ فيزيائية
مقياس التسارع لقياس التسارع نتيجة نسبية لتجربة الوقوع أثر الجاذبية.
وهذا يعادل تسارع بالقصور الذاتي ناقص تسارع الجاذبية المحلية ،
حيث تسارع بالقصور الذاتي المفهوم في منطق نيوتن لإدراك
التسارع من جهة ثابتة الإطار المرجعي، والتي غالبا ما تكون الأرض تعتبر تقريبية.
ونتيجة لذلك، فانها مضادة تماما بشكل حدسي، والتسارع في الراحة على سطح الأرض تبين 1ج صعوداً على طول المحور الرأسي. للحصول على تسارع بالقصور الذاتي (بسبب الحركة وحدها)، فلابد من طرح توازن الجاذبية.
إلى جانب جميع الاتجاهات الأفقية، فالجهاز يمنح التسارع مباشرة.
على العكس من ذلك، فإن الجهاز سيكون الناتج منه صفر خلال السقوط الحر، حيث التسارع يتبع الجاذبية.
ويشمل ذلك الاستخدام في المركبة الفضائية التي تدور حول الأرض، ولكنها ليست (غير حرة) مع انخفاض مقاومة الهواء، حيث قوة السحب تحد من التسارع حتى تصل إلى السرعة النهائية، وعندها سيشير الجهاز مرة أخرى إلى 1ج توازن عمودي.
والسبب في ظهور توازن الجاذبية هي مبدأ معادلة اينشتاين التي تنص على أن آثر الجاذبية في جسم لا يمكن تميزه من تسارع الإطار المرجعي. عندما تكون السيطرة ثابتة في مجال الجاذبية، على سبيل المثال، تطبيق قوة رد فعل الأرض أو ما يعادلها الاتجاه التصاعدي، والإطار المرجعي لمقياس التسارع (غلافها الخارجي) يتسارع إلى أعلى فيما يتعلق في الإطار المرجعي بالسقوط الحر. لا يمكن تميز أثر هذا الإطار المرجعي للتسارع مباشرة من أية جهة تسارع أخرى يمر بها الجهاز.
التسارع لها كمية محدودة
في النظام المتري الدولي (SI)وحدة متر في الثانية في الثانية (m/s2)،
في نظام القياس المستخدم السنتي متر، والجرام، والدقيقة (cgs) وحدة جال (جال)،
أو بلغة جي فورس (g) عامة (g-force)
الطريقة العملية للعثور على تسارع الأشياء بالنسبة لكوكب الأرض، مثل استخدامها في نظام الملاحة بالقصور الذاتي، ومطلوب المعرفة المحلية بالجاذبية. ويمكن الحصول على هذا إما عن طريق معايرة الجهاز عندما يثبت، أو من نموذج معروف للجاذبية في وضعه الحالي بالتقريب.

## الهيكل
من حيث المبدأ، فان مقياس التسارع يوصف تصرفه ككتلة على نابض واهتزازها معرض للإخماد. عندما يطبق تسارع على غلاف المقياس تنزاح الكتلة حتى النقطة التي يصبح فيها النابض قادرا على اكساب الكتلة تسارعا يساوي تسارع الغلاف.
يقاس الانزياح السابق ويكون مؤشرا على التسارع.
ان مقاييس التسارع الحديثة غالبا ما تكون صغيرة صغيرة نظم الميكرو الميكانيكية والكهربائية (MEMS)، وبالفعل تكون أبسط الأجهزة MEMS الممكنة، وتتألف من ما يزيد قليلا على شعاع الدعامة البارزة مع دليل الكتلة (المعروف أيضا باسم الكتلة الزلزالية). وينتج التخميد من بقاية الغاز المسرب من الجهاز. طالما الQ-factor ليس منخفضا جدا، فالتخميد لا يؤدي إلى انخفاض الحساسية.
تحت تأثير التسارع الخارجية تنحرف القوة المعيارية للكتلة من موقف محايد. ويقاس هذا الانحراف في التناظرية أو الرقمية. يكون قياس السعة الكهربائية عموماً بين مجموعة من الأشعة الثابتة ومجموعة من الأشعة التي تتعلق بدليل الكتلة. وهذه طريقة بسيطة وموثوق بها، وغير مكلفة. دمج البيزوريزستورز (piezoresistors) في فصل الربيع للكشف عن تشوهات، وبالتالي انحراف وهو بديل جيد، وبالرغم من احتياج اتخاذ خطوات عملية خلال تسلسل الصنع. ويستخدم أيضاً كمية أنفاق لتحقيق درجة عالية من الحساسية وهذا يتطلب عملية مكرسة مما يجعلها مكلفة جدا. وثبت القياس البصري على نطاق المختبر.
يوجد مقياس تسارع أخر نوع MEMS، ولكنه أقل شيوعا بكثير، ويحتوي على سخان صغير في الأسفل من قبة صغيرة جدا، والتي تسخن الهواء داخل القبة ليتسبب في ارتفاعها. وجود مزدوجة الحرارية على القبة التي يحدد فيها الهواء الساخن عند وصوله إلى القبة وانحراف المركز هو مقياس التسارع المطبق من الاستشعار.
معظم مقاييس التسارع الميكرو ميكانيكية تعمل في سطح مستوي، أنهم مصممين ليكونوا ذو حساسية للاتجاه فقط في سطح مستوي لجسم مكعب. من خلال دمج اثنين من الأجهزة عموديا على جسم مكعب يمكن عمل مقياس تسارع بمحورين. يمكن قياس ثلاث محاور بإضافة جهاز اضافي خارح السطح المستوي. هذا التركيب دائما يكون نجاحه أقل كثيرا من الثلاثة نماذج المجمعة بعد التغليف.
إن مقاييس التسارع الميكرو ميكانيكية متاحة بتنوع واسع لنطاق القياسات، حتى الآلاف من ال gs .المصمم يجب أن يجد حل وسط بين الحساسية والتسارع القصوى التي يمكن قياسها. 

## التطبيقات

### في الهندسة
يمكن استخدام مقاييس التسارع لقياس تسارع السيارة. فهي تسمح لتقييم أداء كل من المحرك/ درايف تراين وأنظمة الفرامل [بحاجة لمصدر] وباستخدام مقاييس التسارع يمكن العثور على أرقام مفيدة مثل 60 mph - 0، 60 0 mph و1 / 4 ميل في الميل.
يمكن استخدام مقاييس التسارع لقياس الاهتزازات على السيارات، والآلات، والمباني، ونظم مراقبة العمليات وسلامة التركيبات. ويمكن أن تستخدم أيضا لقياس النشاط الزلزالي، والانجناءة، آلة الاهتزاز، والمسافة والتسارع الدينامية مع أو بدون تأثير الجاذبية. تطبيقات لمقاييس التسارع التي تقيس الجاذبية، حيث يتم تهيئة مقياس التسارع خصيصاً للاستخدام في قياس الجاذبية، وتدعى مقياس الثقل النوعي.
الكمبيوترالمحمول المجهز بمقياس التسارع يمكن أن تسهم في شبكة اكتشاف الزلزال. QCN هو مشروع بايونك ويهدف إلى البحث العلمي للزلازل
استخدام مقياس التسارع بشكل متزايد في العلوم البيولوجية. تسجيلات التردد العالي للمحور الثنائي  أو محور ثلاثي التسارع (أكبر من10هرتز)، يسمح لتمييز الأنماط السلوكية بينما تكون الحيوانات بعيد عن الانظار. وعلاوة على ذلك، فان تسجيلات التسارع تسمح للباحثين تحديد المعدل الذي يبذل فيه الحيوان الطاقة في البرية، إما عن طريق تحديد تردد السكتة في أطرافهم، أو قياس كتسارع الهيئة الديناميكية العمومية واعتمد هذا النهج في الغالب من قبل علماء البحار، بسبب عدم القدرة على دراسة الحيوانات البرية باستخدم عمليات المراقبة البصرية، ولكن يتزايد عدد من علماء الأحياء الأرضية الذين يتخذوا طرق مماثلة. يمكن توصيل هذا الجهاز إلى مكبر للصوت لتضخيم الإشارة.

#### آلية المراقبة الصحية
وتستخدم مقاييس التسارع أيضا لآلية المراقبة الصحية الدورية للمعدات مثل المضخات،  واللفافات، الضواغط، وأبراج التبريد، برامج رصد الاهتزازات ثبت أنه يوفر المال، ويحد من التوقف، وتحسين السلامة في المصانع في جميع أنحاء العالم عن طريق كشف الحالات، مثل اختلال الرمح، عدم توازن الدوار، وعطل في المعدات أو حمل الخطأ والتي يمكن أن تؤدي إلى إصلاحات مكلفة. بيانات مقياس التسارع للاهتزازات تسمح للمستخدم مراقبة الأجهزة وكشف هذه الأخطاء قبل فشل المعدات الدورية. وتستخدم برامج رصد الاهتزازات في الصناعات، مثل صناعة السيارات، تطبيقات أداة الآلة، لإنتاج المواد الصيدلانية،  لتوليد الطاقة ومحطات توليد الكهرباء ولباب الورق والورق، إنتاج المأكولات والمشروبات، والمياه والصرف الصحي، والطاقة المائية، البتروكيماويات وتصنيع الصلب.

### ورصد البناء والهيكلية
وتستخدم مقاييس التسارع لقياس الحركة واهتزازات الهيكل الذي تعرض للأحمال الديناميكية الأحمال الديناميكية تأتي من مصادر متنوعة منها ما يلي:
- الأنشطة البشرية—المشي والجري والرقص أو القفز
- آلات العمل—داخل المبنى أو في المنطقة المحيطة
- أعمال البناء—قيادة أكوام المحرك، الهدم، والحفر، والتنقيب
- تحريك الأحمال على الجسور
- اصطدام السيارة
- تأثير الأحمال—سقوط الأنقاض
- ارتجاج الأحمال—التفجيرات الداخلية والخارجية
- انهيار العناصر الهيكلية
- حمولات الريح والرياح العاصفة
- انفجار الضغط الجوي
- فقدان الدعم بسبب الفشل في الميدان
- الزلزال

قياس وتسجيل كيفية استجابة الهيكل لهذه المداخلات الحاسمة لتقييم سلامة وصلاحية الهيكل. هذا النوع من الرصد ويدعى الرصد الديناميكي.

### التطبيقات الطبية
Zoll's AED Plus يستخدم CPR-D.padz الذي يحتوي على مقياس التسارع لقياس عمق ضغط الصدر.
في غضون السنوات القليلة الماضية، نايك، وبولار، وغيرها من الشركات التي أنتجت وسوقت ساعات رياضية للذين يمارسون رياضة الجري والتي تشمل footpods، وتحتوي على مقياس التسارع للمساعدة في تحديد التسارع والمسافة للذي يرتدي الوحدة.
وفي بلجيكا، مقياس التسارع على أساس عدد الخطوات التي تروج لها الحكومة لتشجيع الناس على المشي كل يوم بضعة آلاف من الخطوات.
مدرب هيرمان ديجتال يستخدم مقياس التسارع لقياس قوة الضربة في الملكمة.

### الملاحة
ان نظام الملاحة بالقصور الذاتي (دائرة الهجرة والتجنيس) هي المساعدة الملاحية التي تستخدم الحواسيب وأجهزة النظام الالكترونى للتسارع (مقياس التسارع) لحساب باستمرار لتحديد موقع السفينة]]، والتوجه، و (اتجاه وتسارع الحركة للجسم المتحرك دون الحاجة للإشارات الخارجية. ويوجد مصطلاحات أخرى تستخدم للإشارة إلى نظم الملاحة بالقصور الذاتي أو ذات صلة وثيقة تتضمن أجهزة نظام التوجيه بالقصور الذاتي، ومنصة المرجعية بالقصور الذاتي، والعديد من التغييرات الأخرى.
وان مقياس التسارع وحده غير مناسب لتحديد التغيرات في الارتفاع فوق المسافات حيث الانخفاض العمودي للجاذبية ذو أهمية، كما هو الحال بالنسبة للطائرات والصواريخ. في وجود انحدار في الجاذبية، فان عملية التقويم ونقص البيانات تكون عدديا غير مستقرة.

### النقل
ويستخدم مقياس التسارع للكشف عن أبعد نقطة في مدار القمر عن الأرض من الناحية المهنية وهواة الصواريخ.
ويستخدم مقياس التسارع في دمج الاسطوانات الذكية. ويستخدم بجانب الجيروسكوبات في أنظمة التوجيه بالقصور الذاتي.
واحد من أكثر الاستخدامات العامة لمقاييس التسارع MEMS هي في أنظمة الوسادة الهوائية المنتشرة في السيارات الحديثة. وفي هذه الحالة، فإن مقاييس التسارع تستخدم لكشف التسارع السلبية للسيارة، لتحديد متى حدث التصادم وشدة الاصطدام. ويوجد استخدام أخر في السيارات في التحكم الإلكتروني في أنظمة الثبات، والتي تستخدم مقياس تسارع جانبي لقياس القوة المتعلقة بها. فان استخدام مقاييس التسارع على النطاق الواسع في صناعة السيارات، قد دفعت إلى انخفاض في تكاليفها بشكل كبير. ويوجد استعمال آخر في السيارات وهو رصد الضوضاء، والاهتزاز، والخشونة (NVH)، وهذه الحالات تتسبب في عدم الراحة للسائقين والركاب وربما تكون أيضا مؤشرات لعيوب فنية.
القطارات المائلة تستخدم مقاييس التسارع وجيروسكوبات لحساب الميل المطلوب.

### الالكترونيات الاستهلاكية
مقاييس التسارع في اندماج متزايد في الأجهزة الإلكترونية الشخصية. بعض الهواتف الذكية والمساعدات الرقمية الشخصية تحتوي على مقاييس التسارع لواجهة المستخدم. وتتضمن أبرز الأمثلة، مثل
سامسونج أمنيا، نوكيا N96، نوكيا 5800، سوني إريكسون W910i، بالم بري، بلاك بيري العاصفة، HTC اللمس الماسي ، آبل آي بود تش، آبل آي بود نانو 4G، جوجل G1 الجديد ومايكروسوفت Zune HD، من المقرر أن يصدر في خريف 2009.
أجهزة الألعاب مثل وي ريموت
```
[
22
]
```

وتحتوي وحدة ألعاب وي لنينتندو على ثلاثة محاور لمقياس التسارع من الأجهزة التناظيرية للإحساس بالحركة وأنها تتم الأداء الوظيفي لتوجيه المؤشر. وهذا يمنح تحكم أكثر واقعية في اللعبة.
سوني بلاي ستيشن 3 تستخدم دوال شوك المتباعد والتي تستخدم أيضا ستة محاور لمقياس التسارعليكون التوجيه أكثر واقعية في سباقات الألعاب، مثل موتر ستورم.
وان العديد من أجهزة الكمبيوتر المحمول من ميزتها مقياس التسارع، مثل لينوفو (سابقا آي بي إم) ونظام الحماية الفعالة، وآبل سنسر حساس للإحساس بالحركات الفجائية، والتي تستخدم للكشف عن سقوطه. إذا اكتشف سقوطه، فان رؤوس الأقراص الصلبة تكون متوقفة لتجنب فقدان البيانات التي تلت ذلك عن طريق الصدمة.
وهناك عدد الكمبيوترات المحمولة الحديثة التي تجعل الشاشة تلقائيا تتبع الاتجاه الذي يكون الجهاز محمول عليه، أي تبديل بين شكل الصورة التي تكون بالطول وبالعرض. وهذه السمة ذات الصلة في الكمبيوترات التابلت وبعض السمارت فون والكاميرات الديجتال[بحاجة لمصدر].
على سبيل المثال، فان آبل تستخدم مقياس تسارع LIS302DL في iPhone، آي بود تاتش والجيل ال4th للآي بود نانو، مما يسمح للجهاز معرفة إذا كان مائلا على جانبه. وان الطرف الثالث من المطورين وسعوا في استخدامها بالتطبيقات الخيالية مثلbobblehead s الإلكترونية.
فإن نوكيا 5500 الرياضي يتميز بمقياس تسارع 3D التي يمكن الوصول إليها من خلال البرمجيات. وهو يستخدم لادراك لخطوة (العد) في إجراء هذه الرياضة، ولادراك حركة النقر في واجهة المستخدم. ويمكن استخدام حركة النقر للتحكم في مشغل برامج الموسيقى والرياضة، على سبيل المثال لتغيير إلى الأغنية المقبلة بالنقر من خلال غطاء عندما يكون الجهاز في الجيب. إنه يوجد مقاييس تسارع في داخل نوكيا N95 ونوكيا N82. وكان يستخدم في المقام الأول كجهاز استشعار التوجه للميللوضع علامات على الصور في الكاميرات المدمجة، في وقت لاحق يرجع الفضل لتحديث البرامج الثابتة حتى أصبح من الممكن استخدامها في تطبيقات أخرى. الاستخدامات أخرى لمقياس التسارع في هواتف نوكيا تشمل مقياس عداد الخطوة الوظيفية في نوكيا المقتفي الرياضي. بعض الأجهزة الأخرى توفر ميزة استشعار الإمالة بعناصر أرخص، وهي ليست مقياس تسارع حقيقي.
وان HTC تاتش برو، HTC تاتش دياموند، سوني إريكسون G705، سوني اريكسون W595، }سوني اريكسون W760، سوني اريكسون W910، سوني اريكسون W902، سوني إريكسون K850i، وسوني إريكسون C905، أيضا بنيت مقياس التسارع داخل الهاتف التي تمكن من تتبع تحويل الأغنية في برنامج الموسيقى وهو معروف من قبل المستخدمين كميزة الهزاز لكن W760، W910، W595، W902 وK850 يمكن استخدام خاصية استشعار الحركة في الألعاب، والصور واجهة مستخدم الدوران الأتوماتيكي والعديد من التطبيقات الأخرى التي تحتاج إلى هذه الميزة، ويمكن الوصول إليها عبر تطبيق J2ME. أول هاتف من الشركة يوجود فيه ميزة مقياس التسارع كان W910 سوني إريكسون وسوني إريكسون K850.
ان كاميرات الفيديو تستخدم مقاييس التسارع لتثبيت الصورة. وما زالت الكاميرات تستخدام مقاييس التسارع لالتقاط الصور الواضحة وغير مشوشة. وتحمل الكاميرات جهاز مزدوج الشحن «مصراع الكاميرا» عندما تتحرك الكاميرا. وعندما تكون الكاميرا ثابتة (في حال ملي الثانية فقط، كما قد تكون الحالة عندما يحدث الاهتزاز، وجهاز مزدوج الشحن «مصراع الكاميرا». مثال على التطبيق الذي يستخدم هذه التكنولوجيا هو Glogger VS2 ، وهو التطبيق الذي يمتد عبر الهاتف على نظام التشغيل سيمبيان القائمة على الهاتف مع التسارع مثل نوكيا N96. بعض الكاميرات الرقمية مثل كانون PowerShot وسلسلة Ixus تتضمن مقاييس التسارع لتحديد توجيه الصورة التي يجري اخذها، وكذلك لدوران الصورة الحالية عند العرض.
اعتبارا من يناير 2009، تقريبا كل الأجهزة الجديدة من الهواتف المحمولة والكاميرات الدجيتال التي تحتوي على الأقل على استشعار للميل (وفي بعض الأحيان مقياس التسارع) لغرض دوران الصورة الأوتوماتيكية، الألعاب المصغرة الحساسة للحركة، ولتصحيح الاهتزاز عند التقاط الصور.

### قياس الجاذبية
فان ميزان الثقل النوعي أو مقياس الثقل النوعي ‏، فهي أداة تستخدم في قياس الجاذبية لقياس مجال الجاذبية المحلية. وان ميزان الثقل النوعي هو نوع من مقياس التسارع، إلا أن مقاييس التسارع تكون حساسة لجميع الاهتزازات بما فيها الضوضاء، والتي تتسبب في تسارع تذبذبي. هذا يواجه في ميزان الثقل النوعي بعزل كامل للاهتزاز ومعالجة الإشارات. رغم أن المبدأ الأساسي للتصميم هو نفسه الذي يوجد في مقاييس التسارع، وان ميزان الثقل النوعي صمم خصيصا ليكون أكثر حساسية من مقاييس التسارع ليقوم بقياس التغيرات الصغيرة جداً للجاذبية من داخل الأرض، 1 (g). في المقابل، فمقاييس التسارع الأخرى غالبا ما تكون مصممة لقياس g 1000 أو أكثر، وكثير يقوم بالقياسات المتعددة المحاور. القيود الزمنية، عادة ما تكون أقل بالنسبة لمقاييس الثقل النوعي، بحيث يمكن زيادة القرار بالإنتاج مع مدة أطول «ثابت زمني».

## أنواع مقياس التسارع

### التأسيس
- بيزو - فيلم أو استشعار بيزو الكهربي [25]
- طريقة جز مقياس التسارع
- سطح الميكرو الميكانيكي متعلقا بالسعة (MEMS)
- الحرارية (CMOS submicrometre المكمل لعملية)
- جسم الميكرو الميكانيكي متعلقا بالسعة
- جسم الميكرو الميكانيكي المقاوم
- متعلقا بسعة الربيع قاعدة الكتلة
- الكهروميكانيكية سيرفو الماكينة (الماكينة ميزان القوة)
- التوازن العديم
- قياس الضغط
- رنين
- الحث المغناطيسي
- البصري
- سطح الموجة الصوتية (SAW)
- مقياس تسارع الليزر
- استجابة الDC
- ارتفاع درجة الحرارة
- التردد المنخفض
- عالية الجاذبية
- ترياكسيال
- تصادم المطرقة بشكل منتظم
- وسادة المقعد مقاييس التسارع
- PIGA مقاييس التسارع (Pendulating دمج توازني المعجل)

### من خلال نوع الواجهة
- 4-20 ميغا أمبير حلقة السلطة
- متعلق بالكهرباء الناتجة من الضغط الإلكترونية المتكامل (IEPE) لمقياس التسارع
- بيزو إليكترك المباشر 'أسلوب الشحن'، ناتج عن وسيلة اتصال مع مكبر صوت مدخلات أمليفير[26]
- تسجيل مقياس التسارع

## وصلات خارجية
- التفكير في مقاييس التسارع والجاذبية من جانب ديف ردل، لونار # 322
- كيفية تصميم مقياس التسارع
- الاعتبارات عند اختيار مقياس التسارع
- مقدمة في أساسيات مقياس التسارع: النماذج، والتكيف، والتصاعد